# Norops taylori
Norops taylori är en ödleart som beskrevs av  Smith och SPIELER 1945. Norops taylori ingår i släktet Norops och familjen Polychrotidae. IUCN kategoriserar arten globalt som livskraftig. Inga underarter finns listade i Catalogue of Life.